# Tito Cittadini
Tito Cittadini Podesta (Buenos Aires, 1886 — Pollença, 12 de juliol de 1960) fou un pintor argentí que va realitzar gran part de la seva obra a les Illes Balears.

## Biografia
En Tito Cittadini va néixer a la ciutat argentina de Bons Aires el 1886, fill del periodista immigrat Basilio Cittadini. Als vint anys ja es dedicava decididament a la pintura, iniciant-se en el si d'una figuració academicista que va abandonar prest atret pels nous corrents pictòrics de l'època. El 1910 estava estudiant a París amb el seu compatriota Raúl Mazza al taller de n'Anglada Camarasa, a qui va seguir amb altres argentins fins a Mallorca el 1915. Uns quants anys abans n'Anglada Camarasa havia fundat l'Escola de Pintura de Pollença; en Cittadini va esdevenir-ne una mena de codirector.
El 1950 va participar destacadament a l'Exposició Internacional de Pittsburgh; aquest mateix any va fundar el Grup d'aquarel·listes balears.
Atrapat pels paisatges i escenes balears, en Cittadini va dedicar-se des de llavors a representar personatges, paisatges i costums de les illes amb un estil molt personal que, tot i que evidenciava la influència de n'Anglada Camarasa i de l'impressionisme, es distingeix per la subtilitat de les figuracions, l'ús harmoniós de les línies rectes, el predomini dels colors clars i càlids, l'harmonia compositiva en què existeix cert geometricisme desenvolupat en una delicada linealitat i l'ús de plans cromàtics. Les seves obres són quasi sempre aparentment senzilles, tot i que darrere l'aparent simplicitat s'amaga un detallat estudi previ de perspectives, plans, línies de fuita i composició tonal que dona com a resultat unes obres que aporten una impressió de calmosa vitalitat. Per a això, d'altra banda, empra freqüentment l'aquarel·la.
Gran part de la seva obra es troba a museus mallorquins com Es Baluard, el Museu d'Art Espanyol de Palma, el Museu Krekovic i el Museu de Pollença.
Amb la seva obra pictòrica, va deixar també un important llegat escrit: aforismes, pensaments sobre pintura, col·laboracions periodístiques, etc.
Tant l'ajuntament d'Alcúdia com el de Pollença, crearen fa 30 anys un carrer que duu el seu nom en les seves respectives localitats.